# Chevrolet 1957
El Chevrolet 1957 es un coche que fue presentado por Chevrolet el 11 de septiembre de 1956 para el año 1957. Estaba disponible en tres modelos de la serie: el exclusivo Chevrolet Bel Air, el rango medio "Chevrolet 210", y el "Chevrolet 150". Una camioneta de dos puertas, el Chevrolet Nomad fue producido como un modelo de Bel Air. Una opción de ajuste de lujo llamado "Chevrolet Delray" el dos-diez estaba disponible para sedán de 2 puertas. Es popular y buscado como coche clásico. Estos vehículos son a menudo restaurados a su estado original y, a veces modificados más grandes. La imagen del coche ha sido utilizado con frecuencia en juguetes, gráficos, música, películas y televisión. El '57 Chevy, como a menudo se le conoce, es un icono automovilístico.

## Historia
Inicialmente, los ejecutivos de General Motors querían un auto totalmente nuevo para 1957, pero los retrasos de producción hicieron necesario el diseño 1955-1956 por un año más. Ed Cole, ingeniero jefe de Chevrolet, dictó una serie de cambios que aumentaron significativamente el coste del coche. Estos cambios incluyen un nuevo tablero de instrumentos, la capota cerrada, y la reubicación de los conductos de aire de las vainas de los faros, que se tradujo en el faro cromado distintivo que ayudó a que el Chevrolet '57 fuera un clásico. Ruedas de Catorce pulgadas reemplazan las ruedas de quince pulgadas de años anteriores para dar al coche una postura más baja, y una amplia reja se utilizó para dar al coche un aspecto más amplio de la parte delantera. Los ahora famosos '57 Chevrolet aletas en la cola fueron diseñados para duplicar la amplia mirada en la parte trasera. Recibieron modelos Bel Air con ajustes en oro: la rejilla, galones del guardabarros delantero, capó, y el guion tronco fueron prestados en oro anodizado. Los 1957 Chevrolet no tenían un medidor de presión de aceite o un voltímetro. El motor base era un 6 cilindros en línea llamado el Blue Flame Six. El motor estaba en marcha más suave que el V8. El carburador vino de un solo carburador de un barril.

### "Tri-Five" 1955-1957 V8
El año 1955 el modelo Chevrolet presentó su motor de bloque pequeño ahora famoso V-8 - el primer V-8 disponible en un Chevrolet desde 1918. Tiene un desplazamiento de 265 pulgadas cúbicas (4340 cc). Antes de 1955, Chevrolet ofreció una línea de 235 pulgadas cúbicas en un único motor de 6 cilindros (3.850 cc) de desplazamiento en línea. El modelo de 1955, al igual que su motor, era todo nuevo. El diseño "caja de zapatos", llamado así porque era la primera Chevrolet para ofrecer guardabarros traseros aerodinámicos, marcó un hito para Chevrolet. El coche ligero, junto con un potente arriba de la válvula V-8, no solo se convirtió en un empate en la sala de exposición, sino también empujó a la compañía en el ámbito del automovilismo competitivo. 1955 Chevrolet pasó a dominar carreras de resistencia y se convirtió en una fuerza formidable en el círculo de pista de carreras. En 1956, el diseño se alargó un poco por delante y le dio un trato más cuadrado; bajo el capó, la potencia del motor se incrementó y un motor de Chevrolet Corvette estaba disponible por primera vez en un coche de pasajeros de tamaño completo. Los adornos en forma de V en las aletas de la cola estaba llena de un inserto de aluminio acanalado exclusivo del Bel Air. El motor de inyección representó la primera vez que un motor de gasolina de combustión interna de un automóvil de pasajeros llegó a un anunciado un caballo de fuerza para cada referencia pulgadas cúbicas, aunque el Chrysler 300B venció a que por un año en sus 355 caballos de fuerza, 354 cid doble carburetored motor, y el Alfa Romeo Giulietta Sprint se introdujo un año antes (1954), con un motor de 79 pulgadas cúbicas (1290cc) que produce 80 caballos de fuerza. En las carreras de NASCAR el 283 con su mayor potencia dio al '57 una ventaja espectacular en el más pequeño 265 V8 que los '55 y '56 hayan tenido. NASCAR celebra la competición, especialmente el '55 -'57 Chevrolet a una restricción pulgadas cúbicas porque de todas los modelos de los '57s fueron ganandoras. Esta restricción se quedó con el '55 -'57 hasta que fueron derechos adquiridos de las divisiones inferiores de NASCAR en la década de 1970 como el '57 seguía latiendo prácticamente todo en su clase.

### Estilos de carrocería
Opciones de carrocería para 1957 incluyen un sedán de 2 y 4 puertas (identificado por los "posts" entre ventanas de la puerta), las dos puertas "Sport Coupe" (un hardtop de dos puertas - el coche no tiene ningún puesto entre la parte delantera y la ventana trasera cuando las ventanas se bajan), el "Sport Sedan" (un hardtop de cuatro puertas), el de dos puertas, sedán utilitario, un sedán de dos puertas con un estante de paquete en lugar de un asiento trasero, el Delray "club coupe", que era un modelo 210 sedán de 2 puertas con un interior de lujo, dos estilos de la familiar de dos puertas, las ventanas de arriba de la línea de Bel Air Nomad con un pilar inclinado detrás de la puerta de techo duro y deslizantes en el asiento trasero, y el Impuesto de Sucesiones básico con un sedán pilar B en posición vertical y un pilar C, donde los carros de cuatro puertas tienen uno, disponible sólo en 150 y 210 piezas especiales. La camioneta de cuatro puertas, seis pasajeros, cuatro puertas, carro de nueve pasajeros (ambos llamados Ciudadano de la serie 150 y Beauville para la versión de Bel Air), y el descapotable. A diferencia de la mayoría de los competidores, el Chevrolet techo duro de 4 puertas contó con una estructura de techo trasero reforzado añadió rigidez al coche y un aspecto único en la silueta. El Chevrolet 1957 fue llamado por algunos el "Baby Cadillac", a causa de muchos rasgos estilísticos similares a los Cadillacs de la época. Coches opcionado-V8 consiguieron un gran oro "V" en el guion de Chevrolet en la tapa del capó y el maletero.
La camioneta Bel Air Nomad de 2 puertas tiene su propio estilo distintivo, sobre todo en la línea del techo y la cubierta trasera.

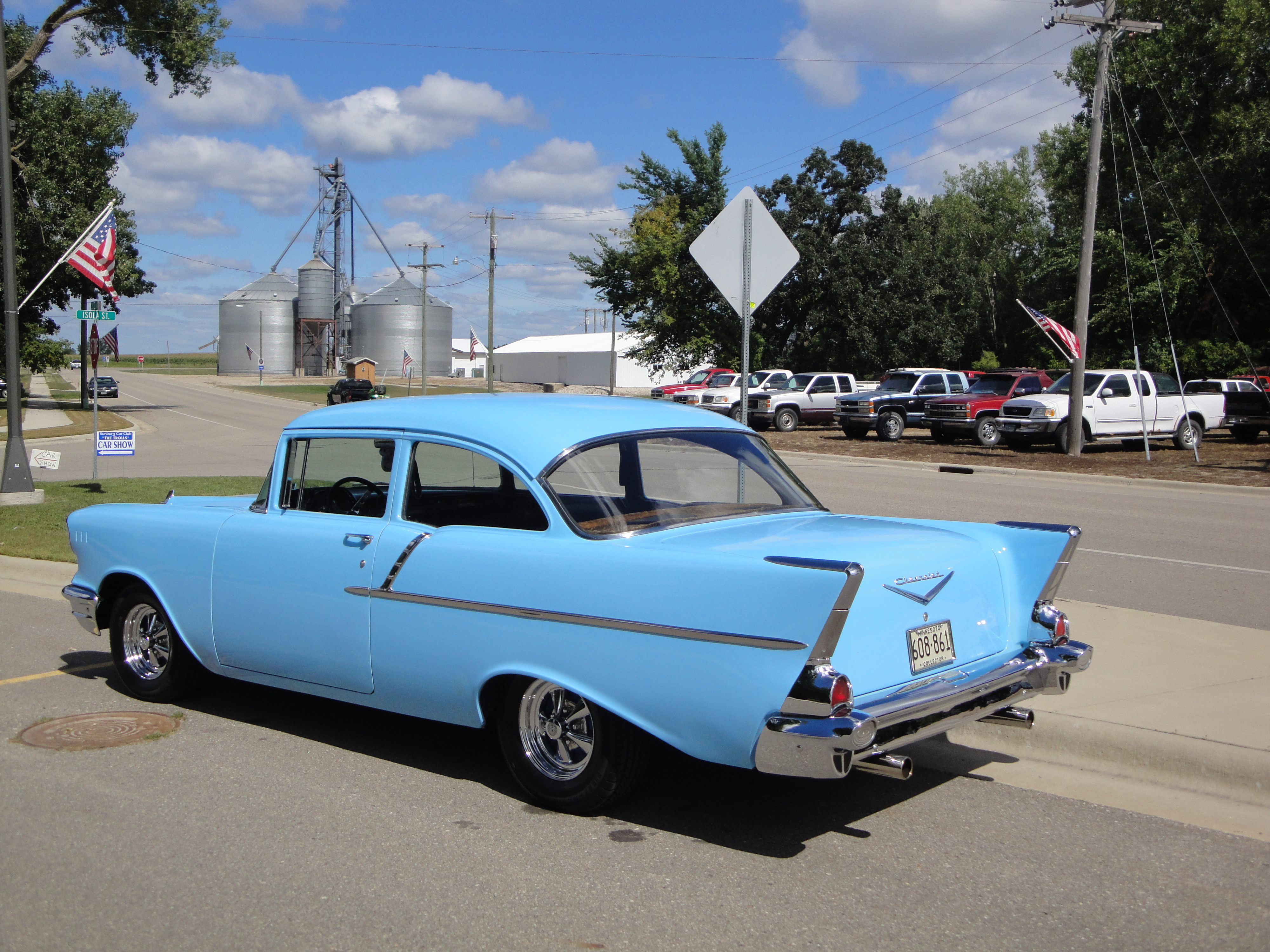
Chevrolet 1957 Uno-Cincuenta 2 puertas Sedan (ruedas no estándar)
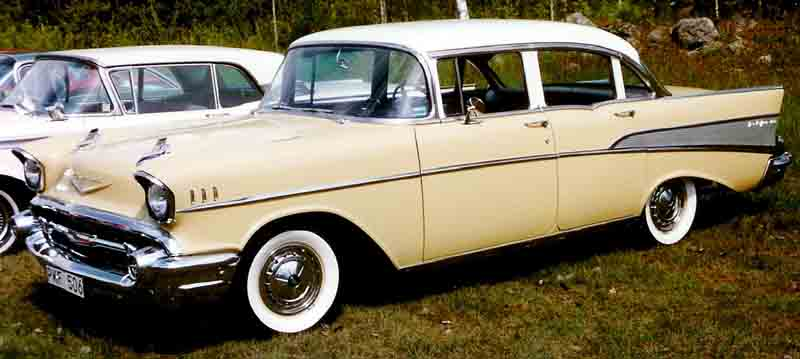
Chevrolet 1957 Belair Sedan 4 puertas
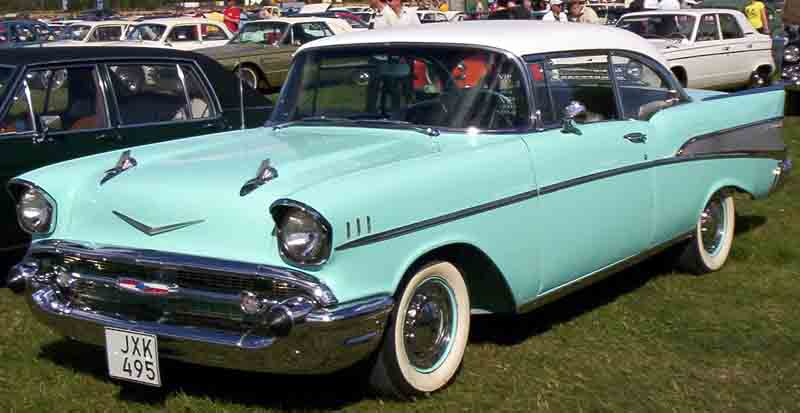
Chevrolet 1957 Belair Sport cupé
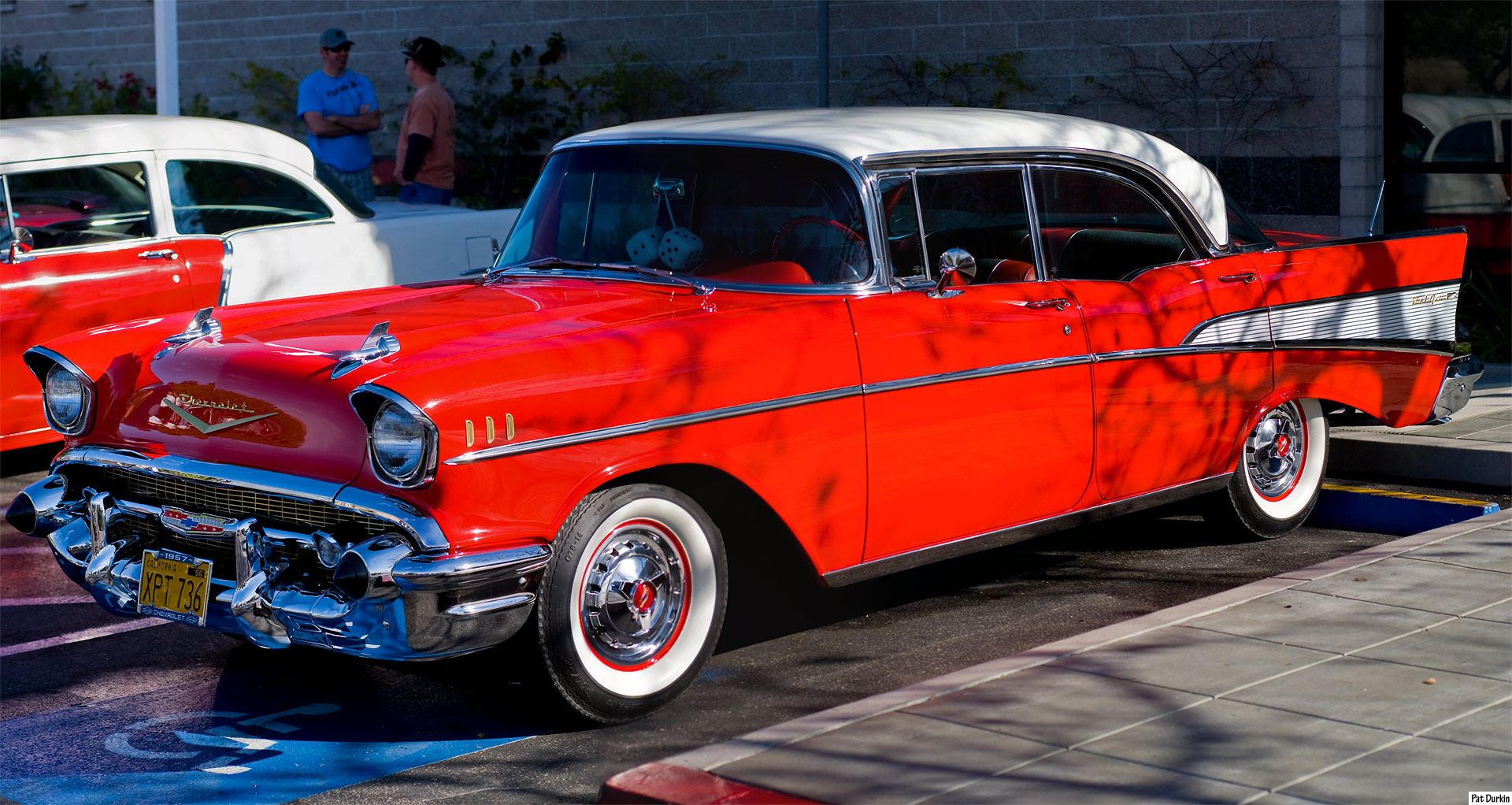
Chevrolet 1957 Belair Sport Sedan
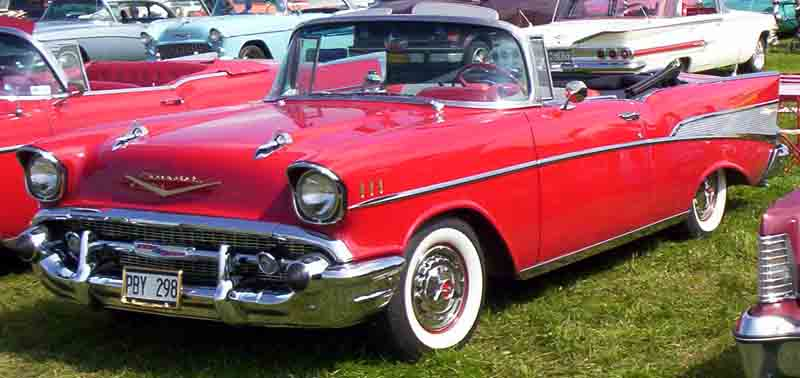
Chevrolet 1957 Bel Air Convertible
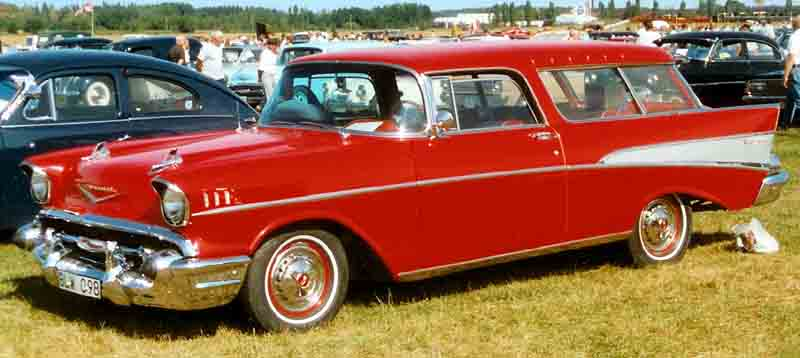
Chevrolet 1957 Bel Air Nomad 2 puertas 6 pasajeros Station Wagon
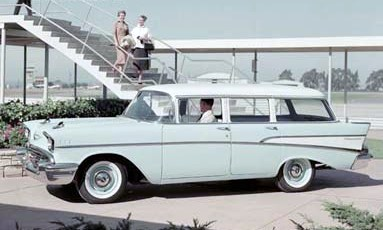
Chevrolet 1957 Two-Ten Ciudadano 4 puertas 6 pasajeros Station Wagon
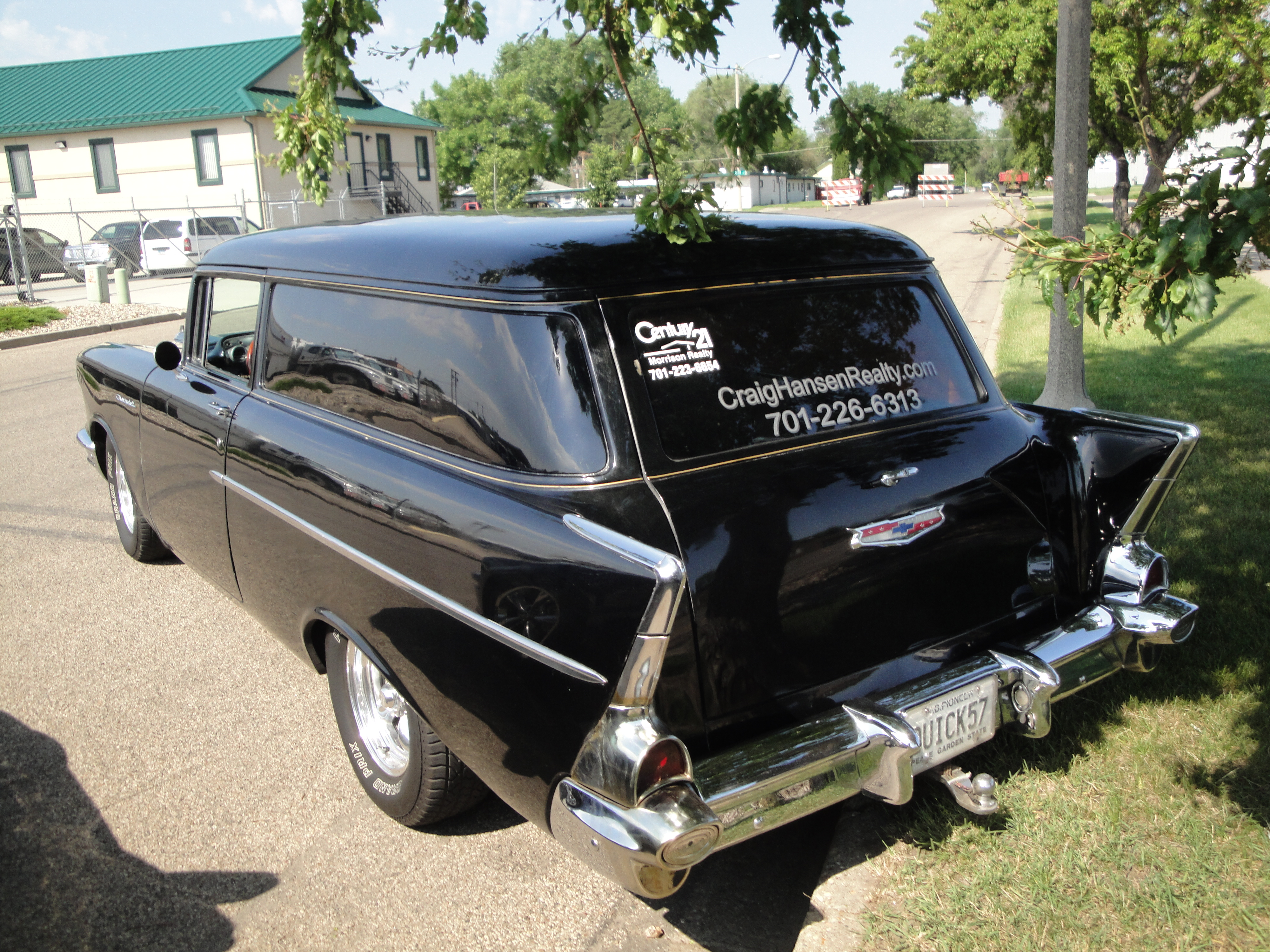
Chevrolet 1957 Uno-Cincuenta Sedan Entrega (ruedas no estándar)

### Motores
Para 1957 había cuatro opciones de motor estándar, un 235,5 pulgadas cúbicas (3859 cc) 6 cilindros en línea que produce 140 caballos de fuerza (104 kW), un 265 pulgadas cúbicas (4340 cc) V8 "Turbo-Fuego" que produce 162 caballos de fuerza (121 kW) y dos de 283 pulgadas cúbicas (4640 cc) V8: un "Turbo-Fuego" gemelo-carburador que produce 185 caballos de fuerza (138 kW) y un "super" Turbo-Fuego "carburador de cuatro gargantas que desarrolla 220 caballos de fuerza (164 kW).
Otro motor opcional se ofrece con dos carburadores de cuatro barril, el legendario cam "Duntov" y levantadores sólidos. Este motor produce 270 caballos de fuerza. 1957 fue el primer año que Chevrolet nunca ofreció la inyección de combustible como una opción. A 283 pulgadas cúbicas (4640 cc) del motor equipado con levantadores sólidos, la leva y la inyección de combustible "Duntov" era clasificado en 283 caballos de fuerza (211 kW). La inyección de combustible continuó como una opción en toda la década de 1960. Sin embargo, la mayoría de los mecánicos de la época no tenían la experiencia para mantener las unidades funcionando correctamente. Esto llevó a la mayoría de los compradores a optar por carburación convencional.

### Opciones
Había muchas opciones disponibles, la mayoría de las cuales fueron diseñadas para hacer el coche más cómodo y lujoso. Aire acondicionado fue ofrecido aunque rara vez ordenado, así como un tablero acolchado. Frenos de dirección de energía y electricidad estaban disponibles, así como una antena AM de radio y potencia de la señal de búsqueda. Ventanas y asientos eléctricos también estaban disponibles. Un altavoz trasero que se podía comprar, que requiere un control de volumen independiente para ser instalado en el tablero de instrumentos, junto a la radio - este altavoz trasero se promociona como proporcionar "surround" de sonido. Un "ojo Autronic" fue ofrecido; se trataba de un dispositivo que se atornilla en el salpicadero y percibía la luz de tráfico en sentido contrario, de regulación de los faros de forma automática. Una opción única era una máquina de afeitar eléctrica, conectada al tablero de instrumentos. La radio del '57 utiliza tubos que requieren sólo 12 voltios de tensión de placa y un transistor de la etapa de salida. Esto redujo el consumo de energía de la batería para una cantidad insignificante cuando el motor estaba apagado. Reproducción de la radio con tubos convencionales durante períodos prolongados ocasionalmente drenado en la batería en la medida en que no se podía arrancar el coche. El reloj era auto-herida eléctricamente y moviendo las manos para corregir el tiempo resultó en realidad la regulación de la tarifa. Después de algunas correcciones, el reloj era extraordinariamente preciso.
Otro elemento del panel montado era el espectador de semáforos, una visera de plástico acanalado que se instaló justo por encima del velocímetro. Debido a que el techo se extiende delante del conductor, es difícil ver semáforos generales. El espectador semáforo captura el reflejo de las luces de tráfico de arriba para que el conductor no tenga que inclinarse hacia adelante para ver más allá del borde del techo. A / C era también una opción.
En 1957, Chevrolet comenzó a añadir características de seguridad tales como "choque cerraduras a prueba" (añadidos por primera vez en 1956), tableros de instrumentos acolchados, volante de estilo de seguridad con un centro ahuecado (aunque no tanto como el de Ford), cinturones de seguridad (también por primera vez en 1956) y arneses de hombros. Sin embargo, a diferencia de Ford, Chevrolet no promovió estas características de seguridad en gran medida.
1957 fue también la primera oferta de Chevrolet de una transmisión turbina, conocida como el Turboglide. Era un concepto de diseño que Buick había desarrollado con su transmisión Dynaflow. Sin embargo, debido a la reputación de fiabilidad causados por su complejidad, los compradores de transmisión más automáticas evitaron la Turboglide a favor de la Powerglide de dos velocidades que se había ofrecido desde 1950. En el momento de la carcasa Turboglide fue el mayor componente de aluminio fundido nunca puso en masa producción, pero nunca se recuperó de la reputación en 1957 y la opción se interrumpió en 1961. las transmisiones manuales se limitaron a tres velocidades, la columna unidades cambió (con sincronizador en segunda y tercera velocidad solamente). La palanca de cambios Powerglide fue PLNDR mientras que el Turboglide era PRND Hr (aunque el 'Hr' se cambió a principios de la producción en serie a 'Retarder Gr' grado a causa de conductores creencia errónea de que' Hr 'significaba alto rango en lugar de la correcta Colina Retarder .). Una unidad de sobremarcha estaba disponible como opción en las tres velocidades cambió manualmente coches de transmisión. Una transmisión manual de cuatro velocidades también se ofrece a un precio de $ 188.00 como un distribuidor instalado única opción. Una '57 equipado con esta transmisión acoplado al motor de 270 caballos de fuerza y de diferencial autoblocante era el hombre a batir en la tira de la fricción y de la calle en la década de 1960.

### Popularidad de posproducción

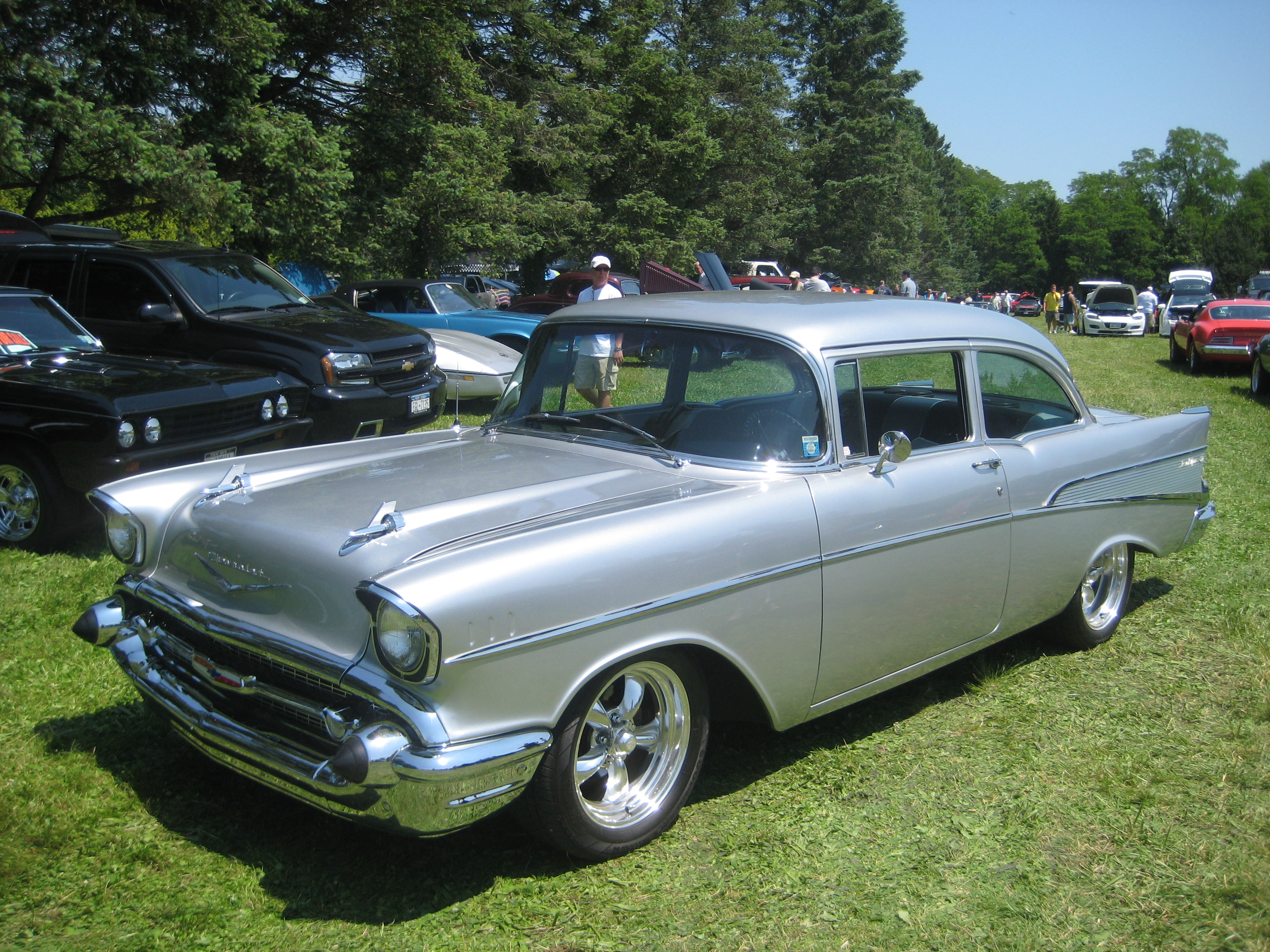
Chevrolet 1957 210 sedán de 2 puertas.

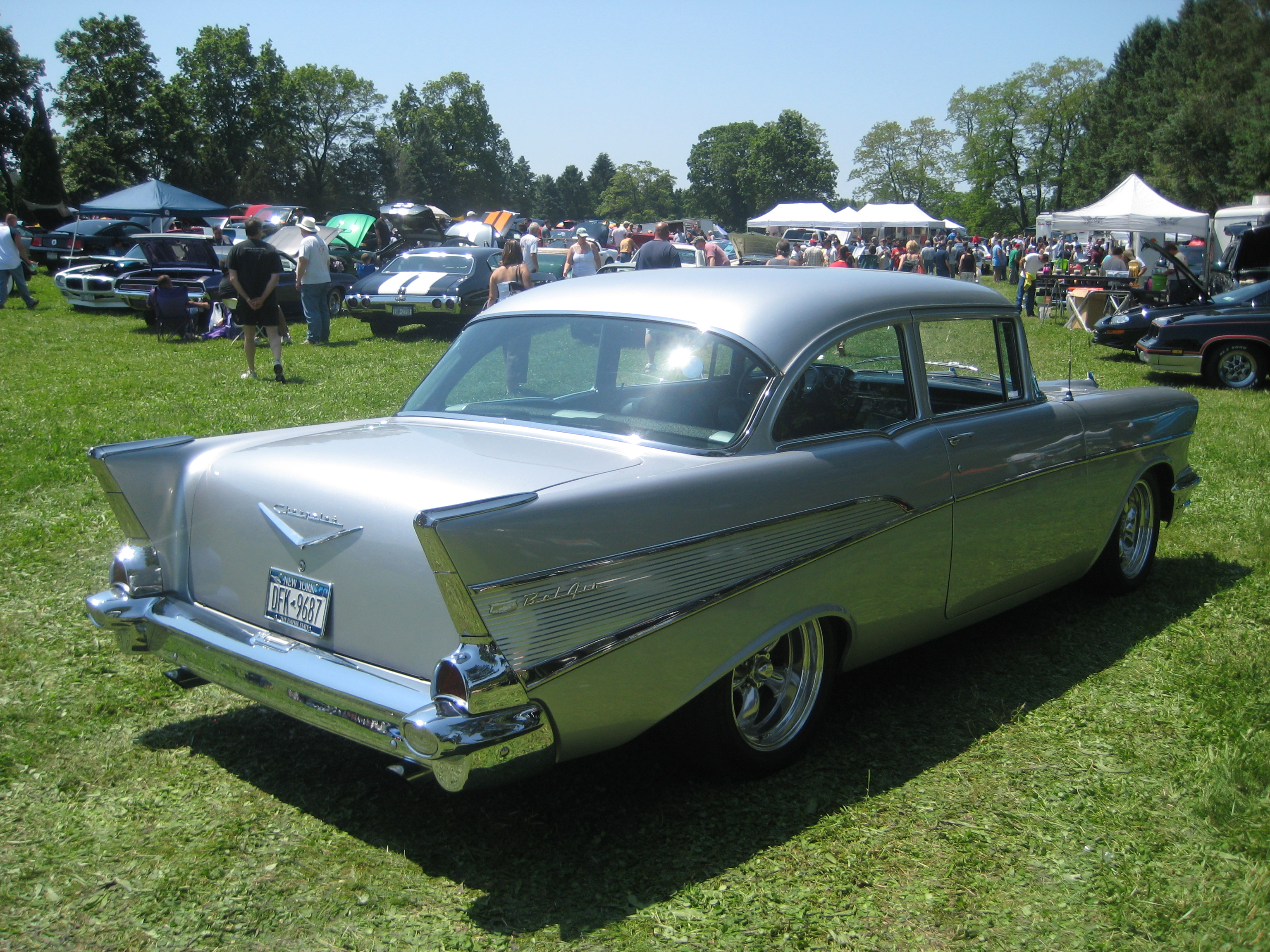
Chevrolet 1957 210 sedán de 2 puertas.

Desde un punto de vista numérico, el Chevrolet '57 no era tan popular como General Motors había esperado. A pesar de su popularidad, su rival Ford Motor Company vendió más que Chevrolet para el año modelo 1957, por primera vez desde 1935. La principal causa del desplazamiento de las ventas de Ford fue el hecho de que el '57 Chevrolet tenía neumáticos sin cámara, el primer coche con esto. Esto los ahuyentó ventas de Chevrolet hacia las de Ford porque muchas personas no confían en el nuevo diseño sin cámara de aire. Ford introdujo un nuevo diseño de la carrocería que era largo, más bajo y más ancho que la oferta del año anterior que ayudó a las ventas de Ford.
Sin embargo, el Ford 1957 - con la excepción del modelo de techo duro retráctil - no es tan apreciado por los coleccionistas de hoy como el Chevrolet 1957. A lo largo de los años 1960 y 1970, el Chevrolet '57 era un popular coche usado y muy apreciado "máquina de la calle" o coche de carreras en 1957. Fue el último año de la "caja de zapatos" Chevrolet, en 1958 vio la introducción de una "X" mucho más grande y más pesado enmarcada Chevrolet. El tamaño ideal del '57, combinado con su peso relativamente ligero en comparación con los coches de tamaño completo más recientes, lo hizo un favorito entre los corredores de la fricción. El compartimiento del motor era lo suficientemente grande como para caber en los motores de bloque grande de GM, por primera vez en 1958 y popularizado en la década de 1960 por The Beach Boys en la canción "409". Los atributos mecánicos relativamente simples de los coches hacen que sea fácil de mantener, personalizar y actualizar con componentes tales como frenos de disco y aire acondicionado.
El bloque grande, sin embargo, no fue lo que puso el '57 en el mapa en la escena de la calle; fue la introducción, a bajo precio disponibilidad del pequeño bloque over-the-counter, 365 caballos de fuerza 327 en 1962 que fue el éxito de taquilla que hizo que tanto el Chevrolet '55 y '57 fuera capaz de vencer a los coches de carreras de Ford con su cabeza plana V8. Este fue un punto de inflexión en la varilla caliente americano: Chevrolet había reclamado la escena de la calle de Ford. El Chevrolet '57 también ganó el 49 Grand National "copa" carreras de NASCAR (más que cualquier otro coche en la historia de NASCAR), ganó la Southern 500 (en 1957, 1958 y 1959); convirtiéndose en el único coche para ganar los 500 tres veces. La primera victoria de un Chevrolet '57 en una carrera de NASCAR Grand National Series titulada Virginia 500.
El '57 también ganó 26 carreras de "convertibles" de NASCAR, más que cualquier marca, y ganaron los tres campeonatos posible de conducir. La primera en clase convertible en el 1959 Daytona 500 era un '57 conducido por Joe Lee Johnson. Los convertibles comenzaron en la fila exterior y fueron aproximadamente diez millas por hora más lento que los techos duros y sedanes, debido a su aerodinámica. Nadie imaginó que un convertible ganaría la carrera y sin preguntarse quien estaba conduciendo el convertible de acabado superior.
El motor 283 que se coloca desde la fábrica detrás de la línea central de las ruedas delanteras hizo del '57 un coche de manejo superior en las pistas cortas y las pistas de tierra también. Esta ventaja mecánica, junto con el de altas revoluciones y fiable 283, se ganó el apodo de "rey de las pistas cortas". Con la inyección de combustible 283, el modelo de dos puertas 150 versión sedán, llamado el "negro viudo," fue el primer coche fuera de la ley (y rápidamente así) por NASCAR, ya que resultó casi inmejorable en prácticamente todas las pistas de NASCAR a principios de 1957. Después de la '57 fue descontinuado a partir de la "copa" en 1960 y relegados a las divisiones de pista deportiva locales menores, que estaba siendo el coche a batir durante años. La década de los 57, posteriormente se utilizaron en las carreras de automóviles a un ritmo muy alto. Sorprendentemente, el '57 Chevrolet también ganó una cantidad desproporcionada de acontecimientos de demolición, así: Con el radiador situado detrás de la rejilla, el coche era difícil de desactivar. La ventaja adicional de tener el último tronco alineado doble, junto con un marco fuerte, hizo un ganador sorprendentemente común en las carreras de destrucción durante finales de 1960 y principios de 1970. En la década de 1970, el Chevrolet '57 se convirtió en un coche de colección.
Las compañías tales como "Danchuk Manufacturing, Inc." y "Classic Chevy Club International" comenzaron a vender reproducciones y restauraciones de piezas. A principios de 1990, el valor de una meticulosamente restaurada Chevrolet '57 descapotable era tan alto como $ 100.000. A pesar de que esos picos cedieron significativamente después de 1992, el Chevrolet '57 ha mantenido su valor y ahora está a punto de superar el máximo anterior.
Aunque los ejemplares originales restaurados son cada vez más raros, personalizadores modernos y restauradores están creando potentes barras rápidas y, ultra-modernas calientes que están haciendo ganar al Chevy '57 toda una nueva generación de fanes. Como los coches originales se vuelven más difíciles de encontrar, fibra de vidrio y reproducciones de acero (EMI en Detroit, Míchigan fue el primero en construir cuerpos de restauración utilizando cortafuegos originales con números VIN - las carrocerías reproducción de acero son fabricados por Real Deal acero en Sanford, Florida usando chapa reproducción) están haciendo posible que las generaciones futuras puedan disfrutar del Chevrolet '57.